# 彼得里夫卡 (庫亞利尼克市鎮)
47°36′39″N 29°40′31″E / 47.61083°N 29.67528°E
彼得里夫卡（烏克蘭語：Петрівка）是位於烏克蘭西南部的村莊，由敖德萨州波季利斯克区的庫亞利尼克市鎮負責管轄。該村始建於1793年，面積0.81平方公里，海拔高度184米，2001年人口200，人口密度每平方公里246.91人。